# Abraham Sulzbach

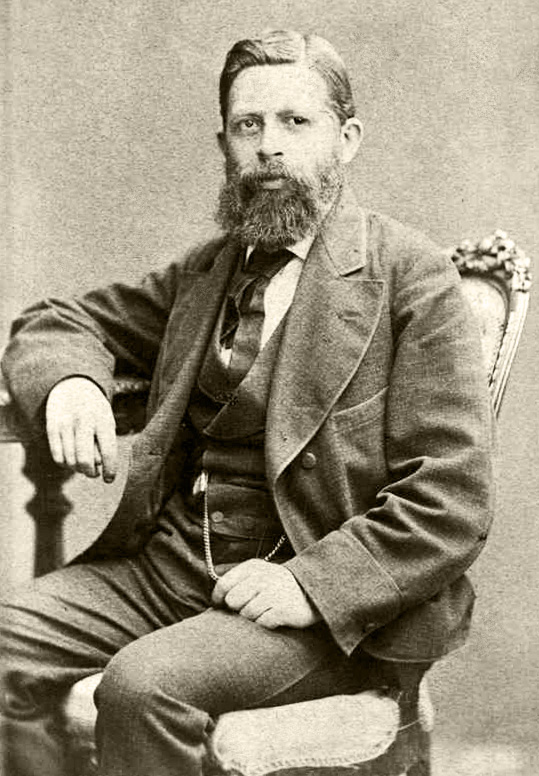
Abraham Sulzbach

Abraham Sulzbach (* 10. September 1838 in Hamburg; † 2. Juli 1925 in Frankfurt am Main) war ein deutscher Hebraist und Judaist.

## Leben
Abraham Sulzbach wurde in Hamburg geboren. Seine Studien auf dem Gebiet der Wissenschaft des Judentums begann für Sulzbach in seiner Geburtsstadt Hamburg bei Großrabbiner Anschel Stern und setzte sie bei Rabbiner Seligmann Bär Bamberger in Würzburg fort. In Berlin war Sulzbach an der Humboldt-Universität zu Berlin als Student eingeschrieben, wo er das Studienfach Bildhauerei bei Max Landsberg besuchte.
Nach seinem erfolgreichen Studium wurde Abraham Sulzbach Pädagoge und war jahrzehntelang an der Israelitischen Realschule in Frankfurt am Main, die von Samson Raphael Hirsch gegründet wurde, tätig.
Abraham Sulzbach verfasste mehrere Bücher und Schriften zur Jüdischen Religion, darunter über Kohelet, die jüdische Poesie, auch ein Siddur für das Purimfest. Auch über die Ethik des Judentums erschien ein Werk von Sulzbach. Daneben übersetzt Sulzbach zahlreiche hebräische Werke ins Deutsche.

## Schriften
- Die poetische Literatur (vom siebenten bis zum siebzehnten Jahrhundert). In:  Jakob Winter; August Wünsche (Hrsg.): Die jüdische Litteratur seit Abschluß des Kanons 3: Die poetische, kabbalistische, historische und neuzeitliche Litteratur. Trier 1896, S. 1–216.
- Dichterklänge aus Spaniens besseren Tagen. Auswahl aus den Meisterwerken jüdisch-spanischer Dichter, metrisch übersetzt und mit Noten versehen von Prof. Dr. A. Sulzbach, 2. vermehrte und verbesserte Auflage. Kauffmann, Frankfurt a. M. 1903
- Bilder aus der jüdischen Vergangenheit. Kauffmann, Frankfurt am Main 1914 (Digitalisat).
- Die Ethik des Judentums: Auszüge aus dem „Buche der Frommen“ (sefer hahasid¯im) des R. Jehuda Hachassid. Zusammengestellt und übersetzt von Abraham Sulzbach. Frankfurt a. M.: Sänger & Friedberg 1923